# ترومولو
شهر ترومولو (به فرانسوی: Tremelo) در ناحیه اداری لوان در استان فلومیش بربان در منطقه فلاندری در کشور بلژیک واقع شده‌است.